# Śleszyn

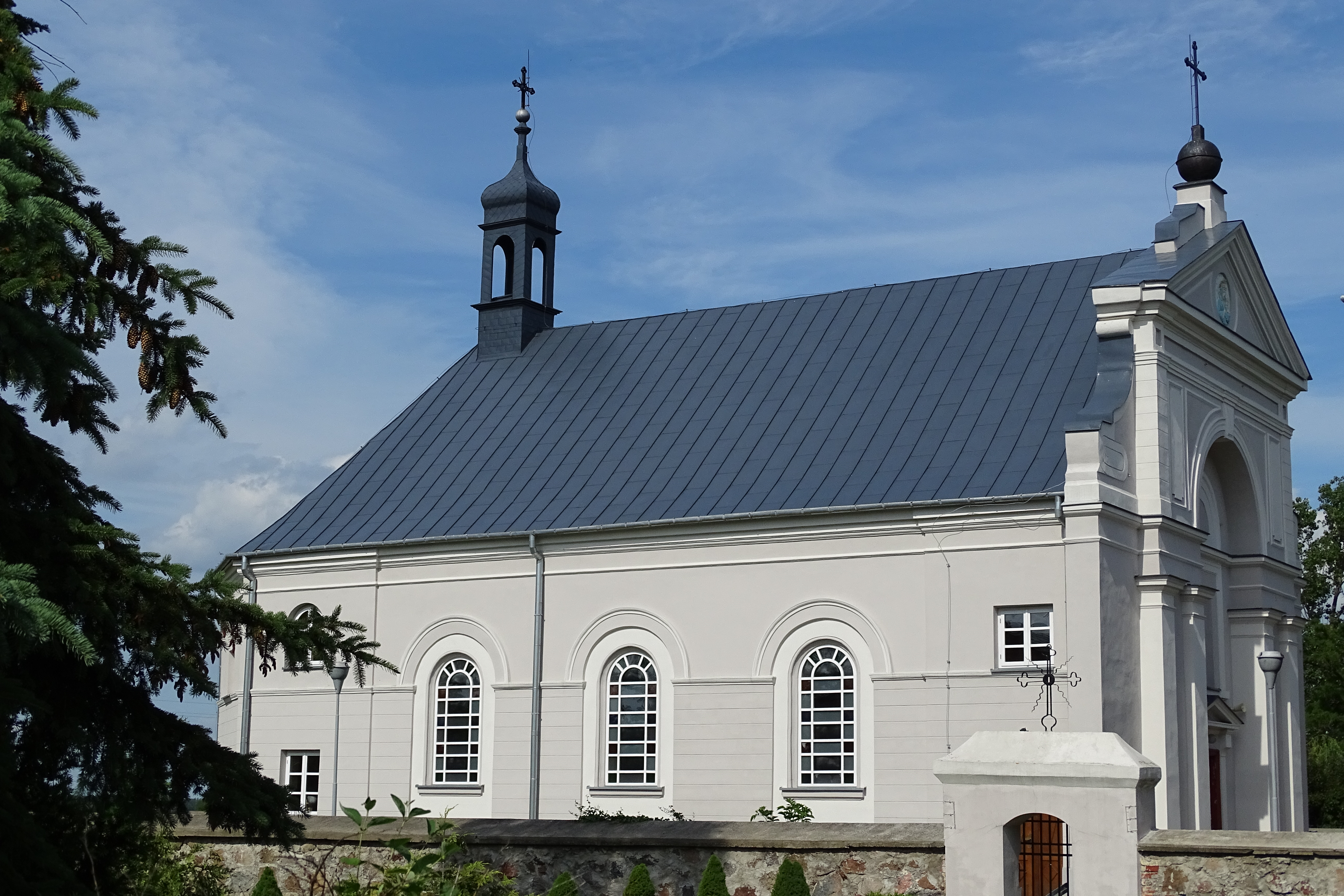
Kościół pw. św. Aleksandra.

Śleszyn (dawniej: Śleszyn Wielki) – wieś w Polsce położona w województwie łódzkim, w powiecie kutnowskim, w gminie Żychlin.
W latach 1975–1998 miejscowość administracyjnie należała do województwa płockiego.
Latem 1976 r. w miejscowym dworze nakręcono zdjęcia do telewizyjnego serialu przygodowo-historycznego "Zaklęty dwór", w reżyserii Antoniego Krauze.

## Zabytki
Według rejestru zabytków NID na listę zabytków wpisane są obiekty:
- kościół parafialny pw. św. Aleksandra, 1836, nr rej.: 395 z 8.07.1967
- dwór, pocz. XIX w., nr rej.: 28 z 8.07.1967